# Pebre d'aigua
El pebre d'aigua (Persicaria hydropiper) és una espècie de planta amb flors del gènere Persicaria dins la família de les poligonàcies (Polygonaceae). És una planta nativa del nord-oest d'Àfrica Euopa, Àsia, Malèsia i Austràlia.
Addicionalment pot rebre els noms de passacamins d'aigua i persicària d'aigua.
És una planta anual de 15-50 cm d'altura. Tija simple de color verdosa. Fulles lanceolades que atenyen 7 cm de llarg amb el pecíol curt. Les flors són de color rosada o blanca verdosa i s'agrupen en raïms laxos de 2-5 scm. El calze és verd.